# Понізник Сергій Степанович
Сергій Степанович Понізник (біл. Сяргей Сцяпанавіч Панізнік; *10 травня 1942, Бобишки, Міорський район, Вітебська область, Білорусь) — білоруський поет, журналіст, перекладач. Колишній чоловік білоруської поетеси Євгенії Яніщиць.

## Життєпис
Народився в селянській родині в селі Бобишки Міорського району Вітебської області, Білорусь.
Закінчив Могильовське медичне училище (1962), журналістський факультет Львівського вищого військово-політичного училища (1967).
З 1967 — військовий журналіст.
З 1977 працював в газеті біл. «Вячэрні Мінск», з 1980 — редактор видавництва біл. «Юнацтва», одночасно в 1992-1994 — в Національному науково-просвітницькому центрі імені Ф. Скорини, в 1996-1999 — вчений секретар Літературного музею Я. Купали.
Створив два етнографічних музеї — в Верхньодвінському і Міорському районах Вітебської області.

## Літературна творчість
Почав публікуватися з 1959.
- «Кастро Купалля» (1967)
- «Палявая пошта» (1972)
- «Крона надзеі» (1975)
- «Чало и століття» (1979)
- «Слова на дабридзень» (1982)
- «Мацярик» (1984)
- «Стирно» (1989)
- «А пісар земскі …» (1994)
- «Сустреча роднасних сусветаў» (1997)

## Книги для дітей
- «Адкуль вясёлка п'є Ваду» (1981)
- «Жицень» (1986)
- «Ми — грамацеі» (1989)
- «Золкая зёлка» (1999)

## Публіцистика
- «Пасли вогненним вёсак …» (1980)
- «Браніслава» (1985)
- «Освейское трагедія» (1990)

Вийшла книга перекладів Панізніка поезії народів світу білоруську мовою «Сустрэча роднасных сусветаў» (1997).

## Нагороди та відзнаки
Нагороджений латвійським Орденом Трьох Зірок і білоруською медаллю Франциска Скорини.